# Sainte-Eulalie-d'Ans
Pour les articles homonymes, voir Sainte-Eulalie.
Sainte-Eulalie-d'Ans est une commune française située dans le département de la Dordogne, en région Nouvelle-Aquitaine.

## Géographie

### Généralités
La commune de Sainte-Eulalie-d'Ans est située dans le nord-est du département de la Dordogne.
Le bourg de Sainte-Eulalie-d'Ans, traversé par la route départementale 5 qui longe l'Auvézère, se situe en distances orthodromiques, dix kilomètres au sud-sud-ouest d'Excideuil et autant à l'ouest d'Hautefort.
Le GR 646, entre Saint-Pantaly-d'Ans et Tourtoirac, traverse le territoire communal au nord de la commune.

### Communes limitrophes
Sainte-Eulalie-d'Ans est limitrophe de cinq autres communes. Au sud-ouest, son territoire est distant de moins de 750 mètres de celui de Brouchaud.
| Coulaures                 |                      | Tourtoirac |
| Cubjac-Auvézère-Val d'Ans | Sainte-Eulalie-d'Ans |            |
|                           | Gabillou             | Chourgnac  |

### Géologie et relief

#### Géologie
Situé sur la plaque nord du Bassin aquitain et bordé à son extrémité nord-est par une frange du Massif central, le département de la Dordogne présente une grande diversité géologique. Les terrains sont disposés en profondeur en strates régulières, témoins d'une sédimentation sur cette ancienne plate-forme marine. Le département peut ainsi être découpé sur le plan géologique en quatre gradins différenciés selon leur âge géologique. Sainte-Eulalie-d'Ans est située dans le deuxième gradin à partir du nord-est, un plateau formé de roches calcaires très dures du Jurassique que la mer a déposées par sédimentation chimique carbonatée, en bancs épais et massifs.
Elle est à la fois dans le causse de Cubjac et le causse de Savignac, qui, avec le causse de Thenon, forment un ensemble de collines karstifiées dans les calcaires liasiques et jurassiques à l'est de Périgueux jusqu'à Excideuil et Thenon, d'environ 30 km N-S et 15 km O-E, coupé par les vallées de l'Isle, de l'Auvézère et de la Loue.
Les couches affleurantes sur le territoire communal sont constituées de formations superficielles du Quaternaire et de roches sédimentaires datant pour certaines du Cénozoïque, et pour d'autres du Mésozoïque. La formation la plus ancienne, notée j2, date du Bajocien, des calcaires oolithiques bioclastiques (localement niveau à polypiers) en alternance avec des calcaires cryptocristallins ou évoluant vers un faciès de calcaire crayeux (secteur nord-ouest). La formation la plus récente, notée CFp, fait partie des formations superficielles de type colluvions indifférenciées de versant, de vallon et plateaux issues d'alluvions, molasses, altérites. Le descriptif de ces couches est détaillé dans  la feuille « no 759 - Périgueux (est) » de la carte géologique au 1/50 000 de la France métropolitaine, et sa notice associée.

Carte géologique de Sainte-Eulalie-d'Ans.

#### Relief et paysages

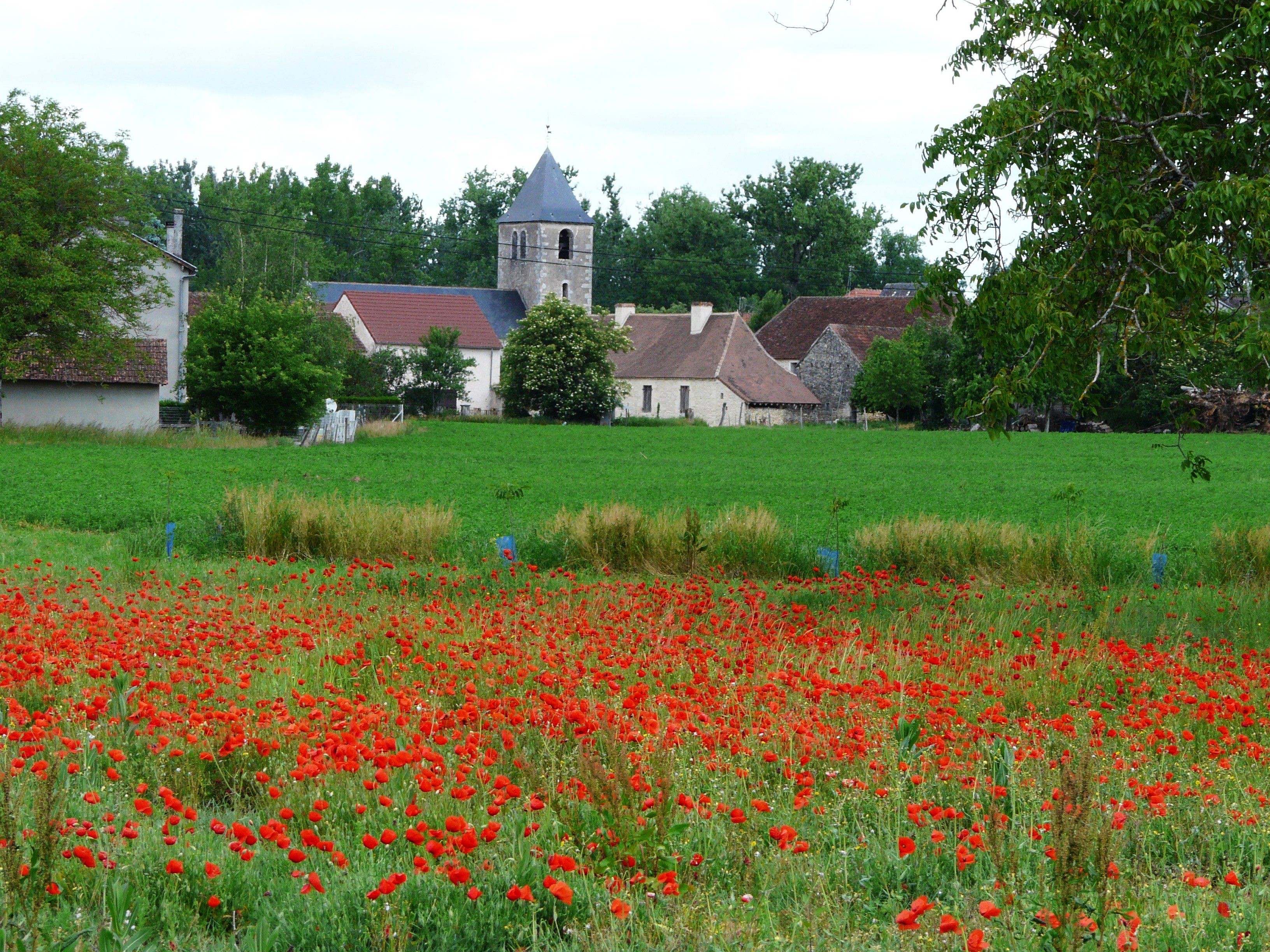
Le village de Saint-Eulalie-d'Ans.

Le département de la Dordogne se présente comme un vaste plateau incliné du nord-est (491 m, à la forêt de Vieillecour dans le Nontronnais, à Saint-Pierre-de-Frugie) au sud-ouest (2 m à Lamothe-Montravel). L'altitude du territoire communal varie quant à elle entre 122 mètres à l'ouest, au nord-ouest du Camp de César, là où l'Auvézère quitte la commune pour entrer sur celle de Cubjac-Auvézère-Val d'Ans (territoire de l'ancienne commune de Saint-Pantaly-d'Ans), et 262 mètres à l'extrême nord, dans le causse de Cubjac, en limite des communes de Coulaures et Tourtoirac, au nord du lieu-dit Toulifaut.
Dans le cadre de la Convention européenne du paysage entrée en vigueur en France le 1er juillet 2006, renforcée par la loi du 8 août 2016 pour la reconquête de la biodiversité, de la nature et des paysages, un atlas des paysages de la Dordogne a été élaboré sous maîtrise d’ouvrage de l’État et publié en octobre 2020. Les paysages du département s'organisent en huit unités paysagères,. La commune fait partie du Périgord central, un paysage vallonné, aux horizons limités par de nombreux bois, plus ou moins denses, parsemés de prairies et de petits champs.
La superficie cadastrale de la commune publiée par l'Insee, qui sert de référence dans toutes les statistiques, est de 11,83 km2,,. La superficie géographique, issue de la BD Topo, composante du Référentiel à grande échelle produit par l'IGN, est quant à elle de 11,81 km2.

### Hydrographie

#### Réseau hydrographique
La commune est située dans le bassin de la Dordogne au sein du Bassin Adour-Garonne. Elle est drainée par l'Auvézère, et par un petit cours d'eau, qui constituent un réseau hydrographique de 7 km de longueur totale,.
L'Auvézère, d'une longueur totale de 112,19 km, prend sa source en Corrèze dans la commune de Benayes et se jette dans l'Isle en rive droite, en limite de Bassillac et Auberoche et Escoire, face à Antonne-et-Trigonant,. Elle traverse la commune du nord-est à l'ouest sur six kilomètres, lui servant de limite naturelle sur deux kilomètres, en deux tronçons, face à Tourtoirac et Cubjac-Auvézère-Val d'Ans (territoire de l'ancienne commune de Saint-Pantaly-d'Ans).

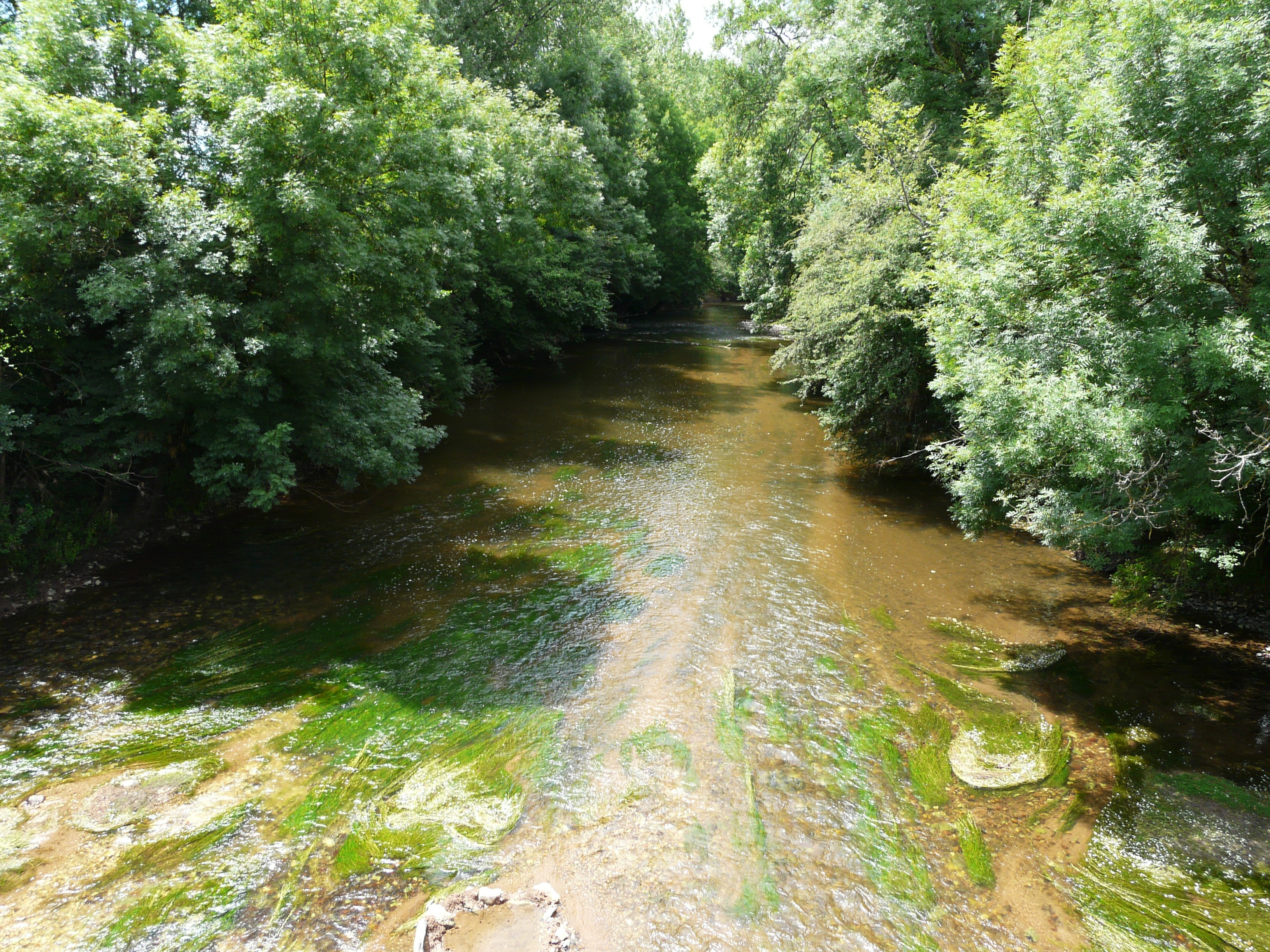
L'Auvézère à Sainte-Eulalie-d'Ans.
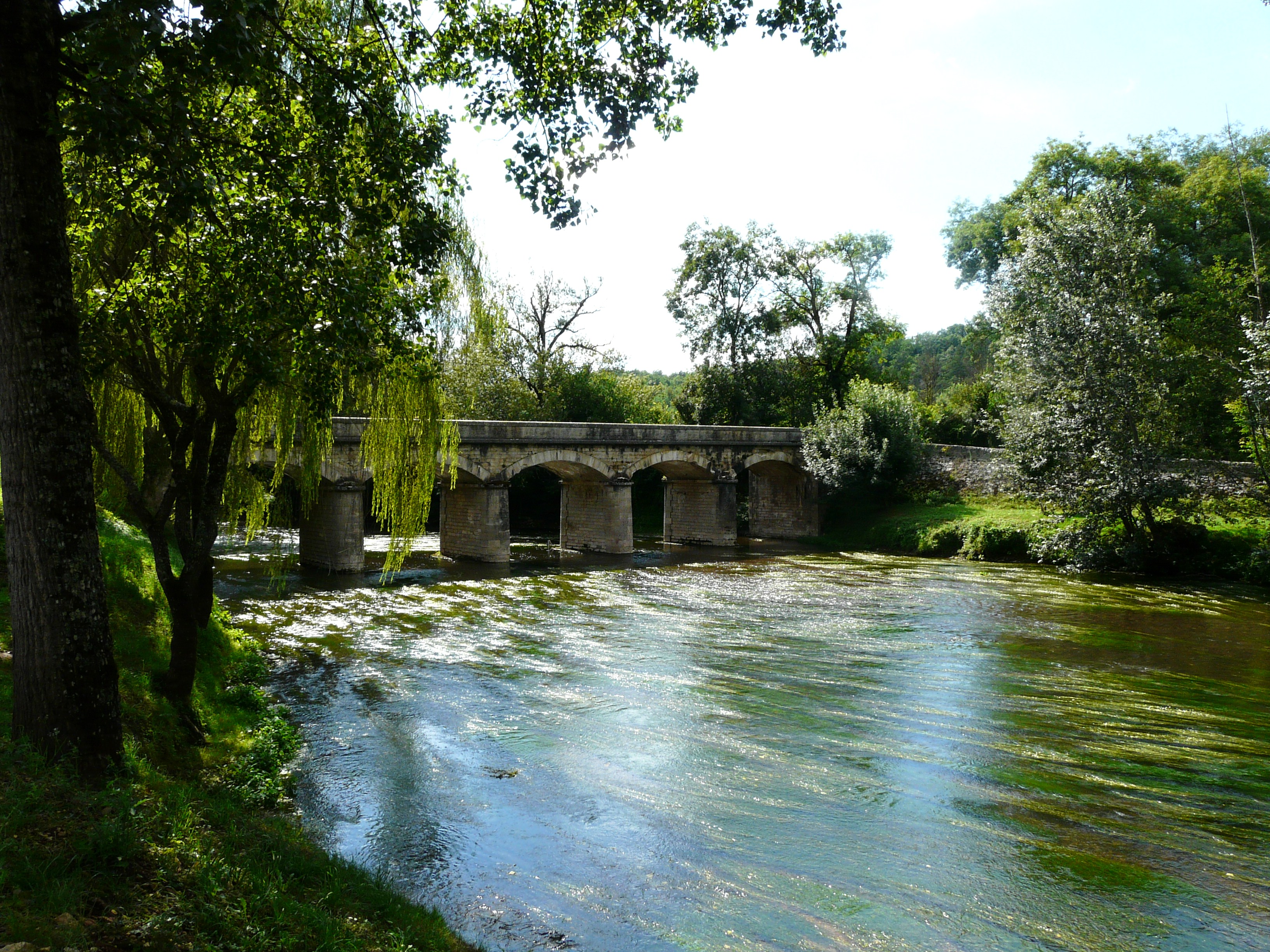
Le pont sur l'Auvézère.
Réseaux hydrographique et routier de Sainte-Eulalie-d'Ans.

#### Gestion et qualité des eaux
Le territoire communal est couvert par le schéma d'aménagement et de gestion des eaux (SAGE) « Isle - Dronne ». Ce document de planification, dont le territoire regroupe les bassins versants de l'Isle et de la Dronne, d'une superficie de 7 500 km2, a été approuvé le 2 août 2021. La structure porteuse de l'élaboration et de la mise en œuvre est l'établissement public territorial de bassin de la Dordogne (EPIDOR). Il définit sur son territoire les objectifs généraux d’utilisation, de mise en valeur et de protection quantitative et qualitative des ressources en eau superficielle et souterraine, en respect des objectifs de qualité définis dans le troisième SDAGE  du Bassin Adour-Garonne qui couvre la période 2022-2027, approuvé le 10 mars 2022.
La qualité des eaux de baignade et des cours d’eau peut être consultée sur un site dédié géré par les agences de l’eau et l’Agence française pour la biodiversité.

### Climat
Pour des articles plus généraux, voir Climat de la Nouvelle-Aquitaine et Climat de la Dordogne.
Historiquement, la commune est exposée à un climat océanique aquitain.  
En 2020, Météo-France publie une typologie des climats de la France métropolitaine dans laquelle la commune est exposée à un climat océanique altéré et est dans la région climatique  Ouest et nord-ouest du Massif Central, caractérisée par une pluviométrie annuelle de 900 à 1 500 mm, maximale en automne et en hiver.
Pour la période 1971-2000, la température annuelle moyenne est de 12,3 °C, avec  une amplitude thermique annuelle de 15,2 °C. Le cumul annuel moyen de précipitations est de 934 mm, avec 12,6 jours de précipitations en janvier et 7,2 jours en juillet. Pour la période 1991-2020, la température moyenne annuelle observée sur la station météorologique la plus proche, située sur la commune de Thenon à 13 km à vol d'oiseau, est de 12,9 °C et le cumul annuel moyen de précipitations est de 907,1 mm,. Pour l'avenir, les paramètres climatiques de la commune estimés pour 2050 selon différents scénarios d’émission de gaz à effet de serre sont consultables sur un site dédié publié par Météo-France en novembre 2022.

### Milieux naturels et biodiversité

#### Espaces protégés
La protection réglementaire est le mode d’intervention le plus fort pour préserver des espaces naturels remarquables et leur biodiversité associée,.
La commune fait partie du bassin de la Dordogne, un territoire d'une superficie de 24 000 km2 reconnu réserve de biosphère par l'UNESCO en juillet 2012 et se situe dans sa « zone de transition ».

#### Réseau Natura 2000
Le réseau Natura 2000 est un réseau écologique européen de sites naturels d'intérêt écologique élaboré à partir des directives habitats et oiseaux, constitué de zones spéciales de conservation (ZSC) et de zones de protection spéciale (ZPS).
Aucun site Natura 2000 n'a été défini sur la commune.

#### Zones naturelles d'intérêt écologique, faunistique et floristique

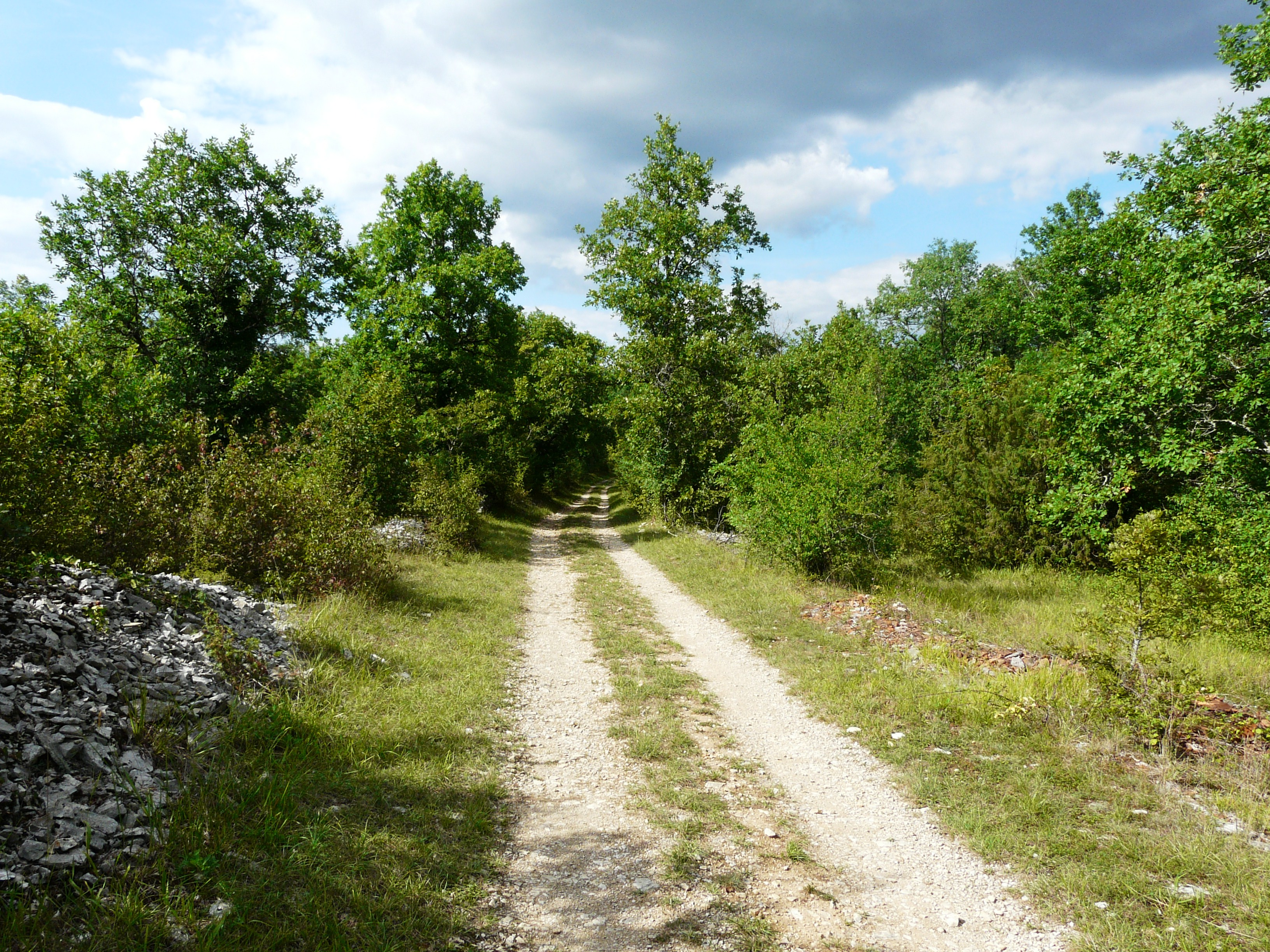
Au nord de la commune, le GR 646 traverse le causse de Cubjac.

L'inventaire des zones naturelles d'intérêt écologique, faunistique et floristique (ZNIEFF) a pour objectif de réaliser une couverture des zones les plus intéressantes sur le plan écologique, essentiellement dans la perspective d’améliorer la connaissance du patrimoine naturel national et de fournir aux différents décideurs un outil d’aide à la prise en compte de l’environnement dans l’aménagement du territoire.
En 2022, une ZNIEFF est recensée sur la commune d’après l'INPN.
Cette ZNIEFF de type 2 est une zone calcaire boisée, le « causse de Cubjac », qui concerne les coteaux en rive droite de l'Auvézère et ceux en rive gauche de l'Isle et de son affluent, la Loue, sur treize communes, depuis Escoire au sud-ouest jusqu'à Saint-Raphaël au nord-est, et notamment en rive droite de l'Auvézère, les coteaux au nord de la commune s'étendant sur plus de 4 km2. L'intérêt majeur de cette ZNIEFF réside dans la présence d'une espèce déterminante de plantes, la Spirée à feuilles de millepertuis (Spiraea hypericifolia subsp. obovata), et une autre espèce de plantes protégée au titre de la Directive habitats de l'Union européenne, le Poirier à feuilles en cœur (Pyrus cordata).

#### Sites remarquables

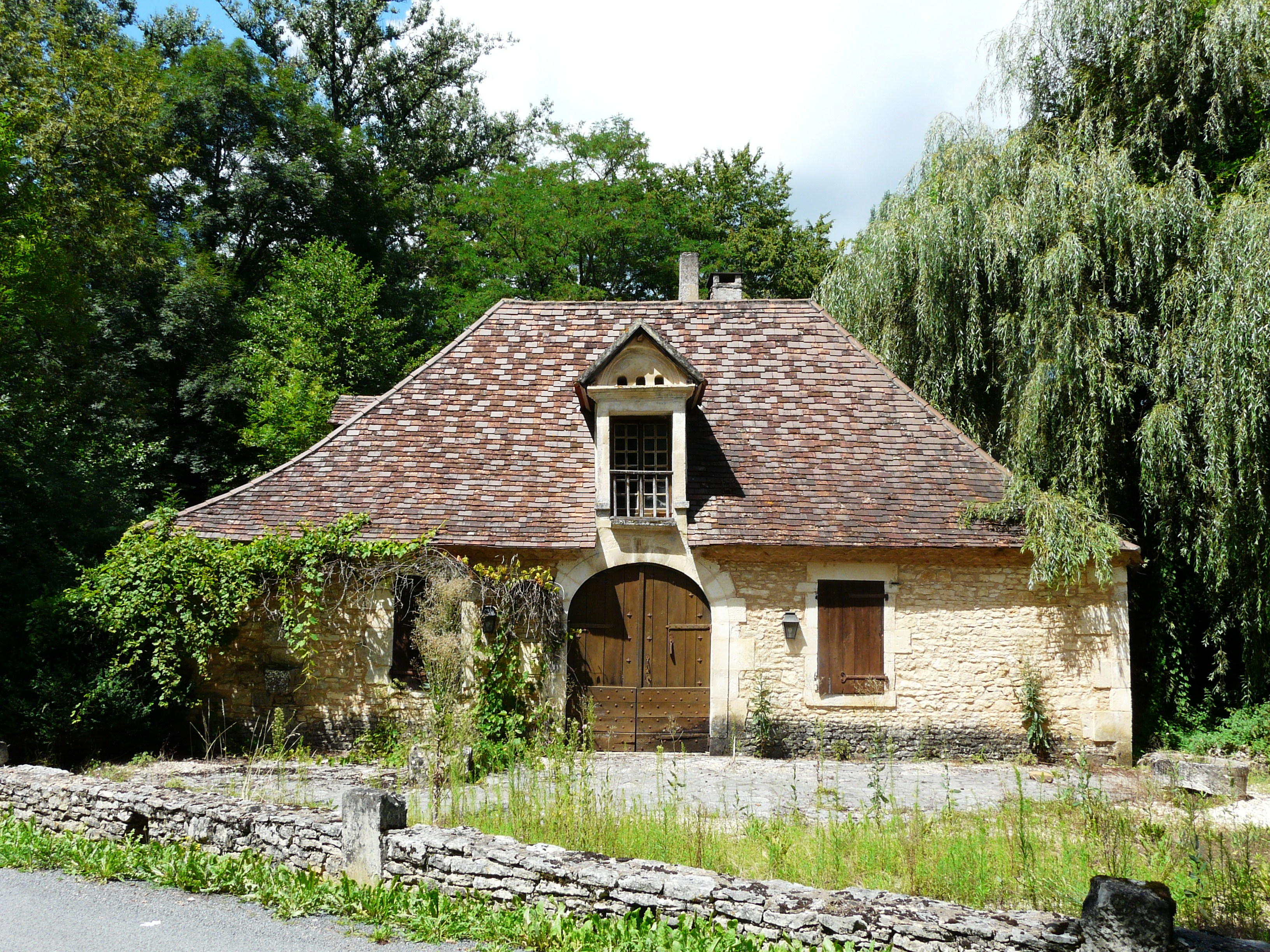
Le moulin des Ormeaux.

Le site du moulin sur l'Auvézère, en amont du bourg de Sainte-Eulalie-d'Ans, est classé depuis 1976.
Le site du bourg, sur plus de 10 hectares, est inscrit depuis 1975.

## Urbanisme

### Typologie
Au 1er janvier 2024, Sainte-Eulalie-d'Ans est catégorisée commune rurale à habitat très dispersé, selon la nouvelle grille communale de densité à 7 niveaux définie par l'Insee en 2022.
Elle est située hors unité urbaine et hors attraction des villes,.

### Occupation des sols
L'occupation des sols de la commune, telle qu'elle ressort de la base de données européenne d’occupation biophysique des sols Corine Land Cover (CLC), est marquée par l'importance des territoires agricoles (50,5 % en 2018), en augmentation par rapport à 1990 (48,2 %). La répartition détaillée en 2018 est la suivante : 
forêts (46,4 %), zones agricoles hétérogènes (41,5 %), prairies (5,2 %), cultures permanentes (3,3 %), milieux à végétation arbustive et/ou herbacée (3,1 %), terres arables (0,5 %). L'évolution de l’occupation des sols de la commune et de ses infrastructures peut être observée sur les différentes représentations cartographiques du territoire : la carte de Cassini (XVIIIe siècle), la carte d'état-major (1820-1866) et les cartes ou photos aériennes de l'IGN pour la période actuelle (1950 à aujourd'hui).

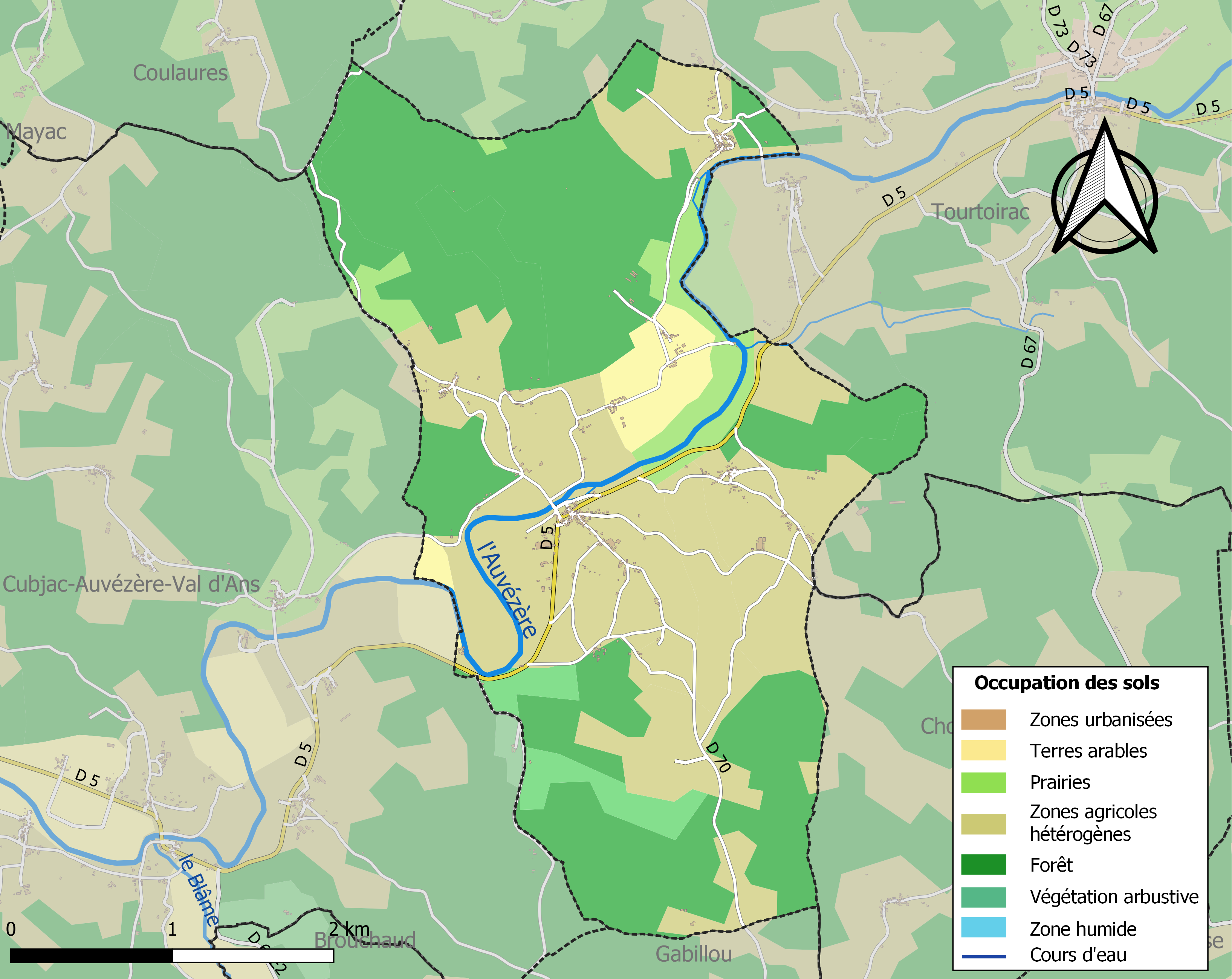
Carte des infrastructures et de l'occupation des sols de la commune en 2018 (CLC).

### Prévention des risques
Le territoire de la commune de Sainte-Eulalie-d'Ans est vulnérable à différents aléas naturels : météorologiques (tempête, orage, neige, grand froid, canicule ou sécheresse), inondations, feux de forêts, mouvements de terrains et séisme (sismicité très faible). Un site publié par le BRGM permet d'évaluer simplement et rapidement les risques d'un bien localisé soit par son adresse soit par le numéro de sa parcelle.
Certaines parties du territoire communal sont susceptibles d’être affectées par le risque d’inondation par débordement de cours d'eau, notamment l'Auvézère. La commune a été reconnue en état de catastrophe naturelle au titre des dommages causés par les inondations et coulées de boue survenues en 1982, 1993, 1999, 2003 et 2008,.
Sainte-Eulalie-d'Ans est exposée au risque de feu de forêt. L’arrêté préfectoral du 14 mars 2013 fixe les conditions de pratique des incinérations et de brûlage dans un objectif de réduire le risque de départs d’incendie. À ce titre, des périodes sont déterminées : interdiction totale du 15 février au 15 mai et du 15 juin au 15 octobre, utilisation réglementée du 16 mai au 14 juin et du 16 octobre au 14 février. En septembre 2020, un plan inter-départemental de protection des forêts contre les incendies (PidPFCI) a été adopté pour la période 2019-2029,.

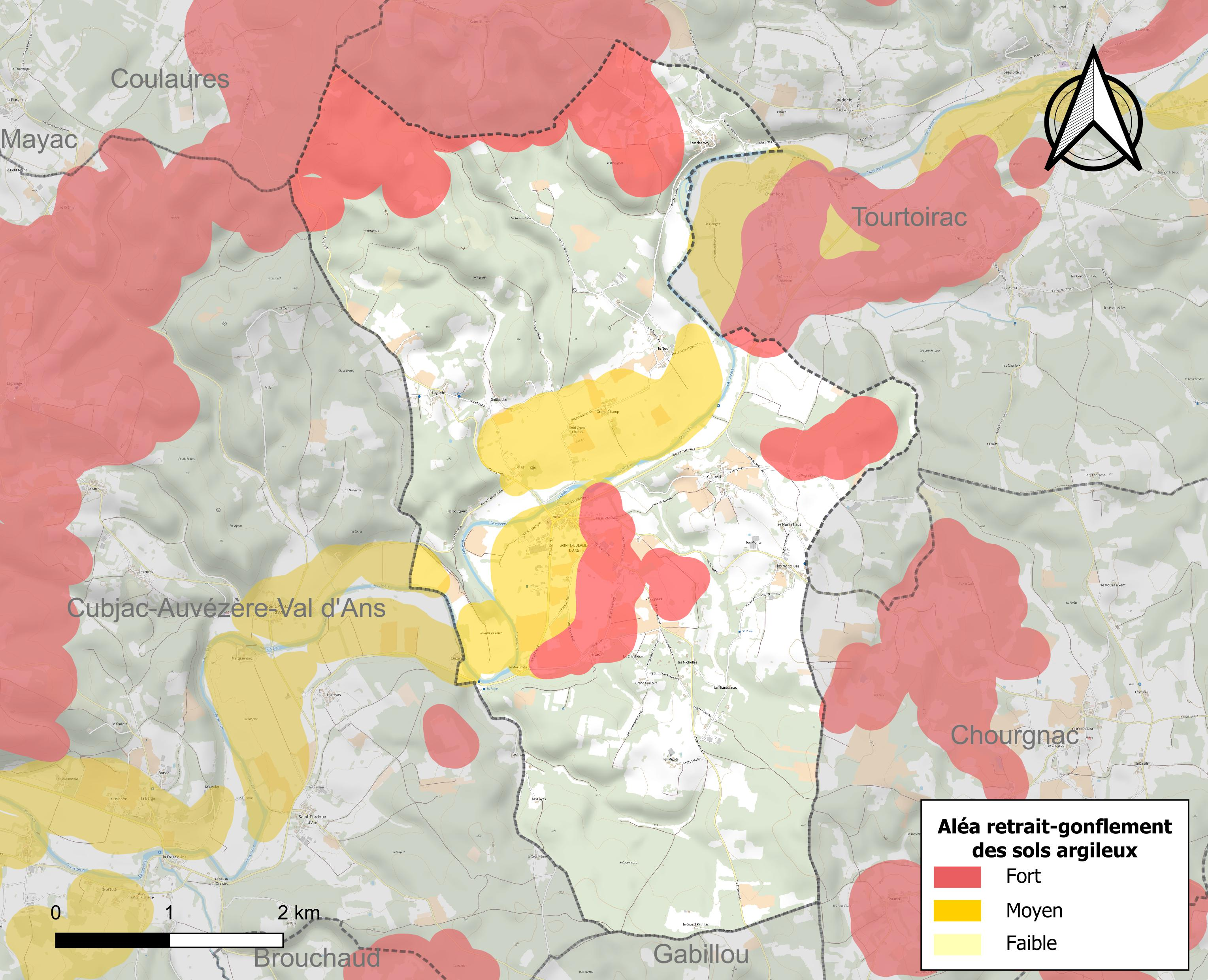
Carte des zones d'aléa retrait-gonflement des sols argileux de Sainte-Eulalie-d'Ans.

Les mouvements de terrains susceptibles de se produire sur la commune sont des tassements différentiels. Le retrait-gonflement des sols argileux est susceptible d'engendrer des dommages importants aux bâtiments en cas d’alternance de périodes de sécheresse et de pluie. 29,7 % de la superficie communale est en aléa moyen ou fort (58,6 % au niveau départemental et 48,5 % au niveau national métropolitain). Depuis le 1er octobre 2020, en application de la loi ÉLAN, différentes contraintes s'imposent aux vendeurs, maîtres d'ouvrages ou constructeurs de biens situés dans une zone classée en aléa moyen ou fort,.
La commune a été reconnue en état de catastrophe naturelle au titre des dommages causés par la sécheresse en 1995 et 2011 et par des mouvements de terrain en 1999.

## Toponymie
Le nom de Sainte-Eulalie-d'Ans tire ses origines de son appartenance à la châtellenie d'Ans et de sainte Eulalie, martyre chrétienne morte au début du IVe siècle.
La première apparition du nom remonte au XIIe siècle sous la forme latine de Sancta Eulalia.
En occitan la commune se nomme Senta Eulàlia d'Ans.

## Histoire
En 1120, une bulle du pape Calixte II précise que l'église de Sainte-Eulalie dépend de l'abbaye de Tourtoirac.
Au Moyen Âge, Sainte-Eulalie-d'Ans dépendait de la châtellenie d'Ans.
En 1824, l'ancienne commune de Saint-Pardoux-d'Ans a fusionné avec Sainte-Eulalie-d'Ans avant d'être rattachée en 1875 à Saint-Pantaly-d'Ans.
Dans la nuit du 23 au 24 janvier 2016, tout un côté du parapet du pont qui franchit l'Auvézère s'est écroulé dans l'eau. La circulation y est totalement interdite, y compris aux piétons, ce qui oblige à faire un détour de cinq kilomètres par Coulaures ou Saint-Pantaly-d'Ans pour passer d'une rive à l'autre. L'ouvrage qui date du XIXe siècle a été remis en service en janvier 2017, et sa réparation a coûté plus de 380 000 euros, dont 34 % à la charge de la commune.

## Politique et administration

### Rattachements administratifs et électoraux
La commune de Sainte-Eulalie-d'Ans a, dès 1790, été rattachée au canton d'Orse qui dépendait du district d'Excideuil. Les districts sont supprimés en 1795, et le canton d'Orse en 1801. La commune est alors rattachée au canton de Hautefort, lui-même dépendant de l'arrondissement de Périgueux.
Dans le cadre de la réforme de 2014 définie par le décret du 21 février 2014, le canton de Hautefort disparaît aux élections départementales de mars 2015. La commune est alors rattachée électoralement au canton du Haut-Périgord Noir.
En 2017, Sainte-Eulalie-d'Ans est rattachée à l'arrondissement de Sarlat-la-Canéda,.

### Intercommunalité
Au 1er janvier 1995, Sainte-Eulalie-d'Ans intègre dès sa création la communauté de communes du Pays de Hautefort. Celle-ci disparaît le 31 décembre 2013, remplacée au 1er janvier 2014 par une nouvelle intercommunalité élargie, la communauté de communes du Terrassonnais en Périgord noir Thenon Hautefort, renommée communauté de communes Terrassonnais Haut Périgord Noir en octobre 2021.

### Administration municipale
La population de la commune étant comprise entre 100 et 499 habitants au recensement de 2017, onze conseillers municipaux ont été élus en 2020,.

### Liste des maires
| Période                                  | Période                    | Identité                                             | Étiquette | Qualité           |
| ---------------------------------------- | -------------------------- | ---------------------------------------------------- | --------- | ----------------- |
| Les données manquantes sont à compléter. |                            |                                                      |           |                   |
|                                          |                            |                                                      |           |                   |
| mai 1840                                 |                            | Jacques Baspeyras                                    |           |                   |
| novembre 1846                            | 1848                       | François Lagorce                                     |           | Médecin           |
| mars 1848                                |                            | Jacques Baspeyras                                    |           |                   |
|                                          | août 1851                  | François Lagorce                                     |           | Médecin           |
| août 1851                                | septembre 1863             | Élie Richard                                         |           |                   |
| septembre 1863                           | septembre 1870             | Jean Baptiste Merlet                                 |           |                   |
| septembre 1870                           | décembre 1870              | Gustave Hector Brousseaud                            |           |                   |
| décembre 1870                            | janvier 1881               | Pierre Tronche                                       |           |                   |
| janvier 1881                             | octobre 1908               | Gustave Brousseaud                                   |           |                   |
| février 1909                             | novembre 1936              | Léonard Baleyte                                      |           |                   |
| janvier 1937                             | (octobre ou novembre) 1937 | Jean Pinet                                           |           |                   |
| (octobre ou novembre) 1937               | décembre 1937              | Délégation spéciale chargée d'administrer la commune |           |                   |
| décembre 1937                            | mai 1945                   | Léo Baleyte                                          |           |                   |
| mai 1945                                 | juin 1995                  | Pierre Durand                                        |           |                   |
| juin 1995 (réélu en mai 2020)            | En cours                   | Bernard Durand                                       | SE        | Gérant de société |

### Jumelages

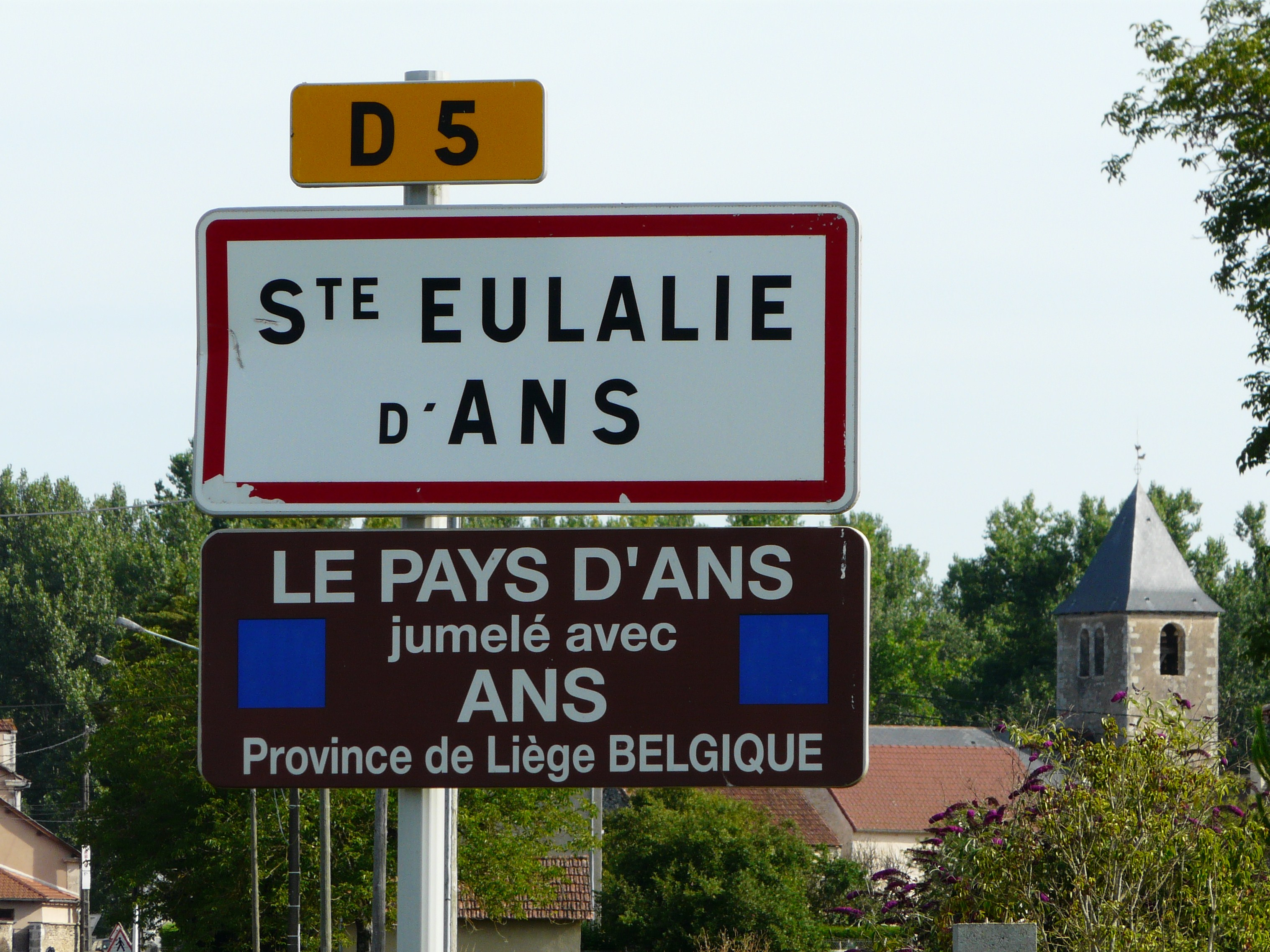
Panneau de jumelage avec Ans.

- Ans (Belgique) depuis 1999

## Équipements et services publics

### Enseignement
Début 2015, Chourgnac, Sainte-Eulalie-d'Ans, Saint-Pantaly-d'Ans et Tourtoirac sont organisées en regroupement pédagogique intercommunal (RPI) au niveau des classes de primaire. Chourgnac et Saint-Pantaly-d'Ans n'ayant plus d'école, Tourtoirac accueille les enfants en maternelle, en cours préparatoire et en cours élémentaire 1re année ; Sainte-Eulalie-d'Ans s'occupe du cours élémentaire 2e année et du cours moyen (CM1 et CM2).

### Justice
Dans le domaine judiciaire, Sainte-Eulalie-d'Ans relève : 
- du tribunal judiciaire, du tribunal pour enfants, du conseil de prud'hommes et du tribunal de commerce de Périgueux ;
- du pôle Nationalité du tribunal judiciaire de Périgueux (compétent uniquement dans le domaine de la nationalité) ;
- de la cour d'appel, du tribunal administratif et de la  cour administrative d'appel de Bordeaux.

## Population et société

### Démographie
L'évolution du nombre d'habitants est connue à travers les recensements de la population effectués dans la commune depuis 1793. Pour les communes de moins de 10 000 habitants, une enquête de recensement portant sur toute la population est réalisée tous les cinq ans, les populations de référence des années intermédiaires étant quant à elles estimées par interpolation ou extrapolation. Pour la commune, le premier recensement exhaustif entrant dans le cadre du nouveau dispositif a été réalisé en 2005.

En 2022, la commune comptait 296 habitants, en évolution de +3,14 % par rapport à 2016 (Dordogne : +0,37 %, France hors Mayotte : +2,11 %).
| 1793 | 1800 | 1806 | 1821 | 1831  | 1836 | 1841 | 1846 | 1851 |
| ---- | ---- | ---- | ---- | ----- | ---- | ---- | ---- | ---- |
| 702  | 771  | 746  | 804  | 1 077 | 980  | 962  | 998  | 991  |

| 1856  | 1861  | 1866  | 1872 | 1876 | 1881 | 1886 | 1891 | 1896 |
| ----- | ----- | ----- | ---- | ---- | ---- | ---- | ---- | ---- |
| 1 025 | 1 015 | 1 028 | 914  | 783  | 813  | 760  | 756  | 698  |

| 1901 | 1906 | 1911 | 1921 | 1926 | 1931 | 1936 | 1946 | 1954 |
| ---- | ---- | ---- | ---- | ---- | ---- | ---- | ---- | ---- |
| 665  | 665  | 677  | 594  | 572  | 540  | 524  | 447  | 400  |

| 1962 | 1968 | 1975 | 1982 | 1990 | 1999 | 2005 | 2006 | 2010 |
| ---- | ---- | ---- | ---- | ---- | ---- | ---- | ---- | ---- |
| 402  | 376  | 362  | 311  | 304  | 269  | 302  | 296  | 291  |

| 2015 | 2020 | 2022 | - | - | - | - | - | - |
| ---- | ---- | ---- | - | - | - | - | - | - |
| 287  | 297  | 296  | - | - | - | - | - | - |

#### Remarque
Lors des recensements de 1831 à 1872 inclus, le village de Saint-Pardoux-d'Ans était intégré à la commune.

### Culture
Sainte-Eulalie-d'Ans fait partie des communes ayant reçu l'étoile verte espérantiste, distinction attribuée par Espéranto info.

### Manifestations culturelles et festivités

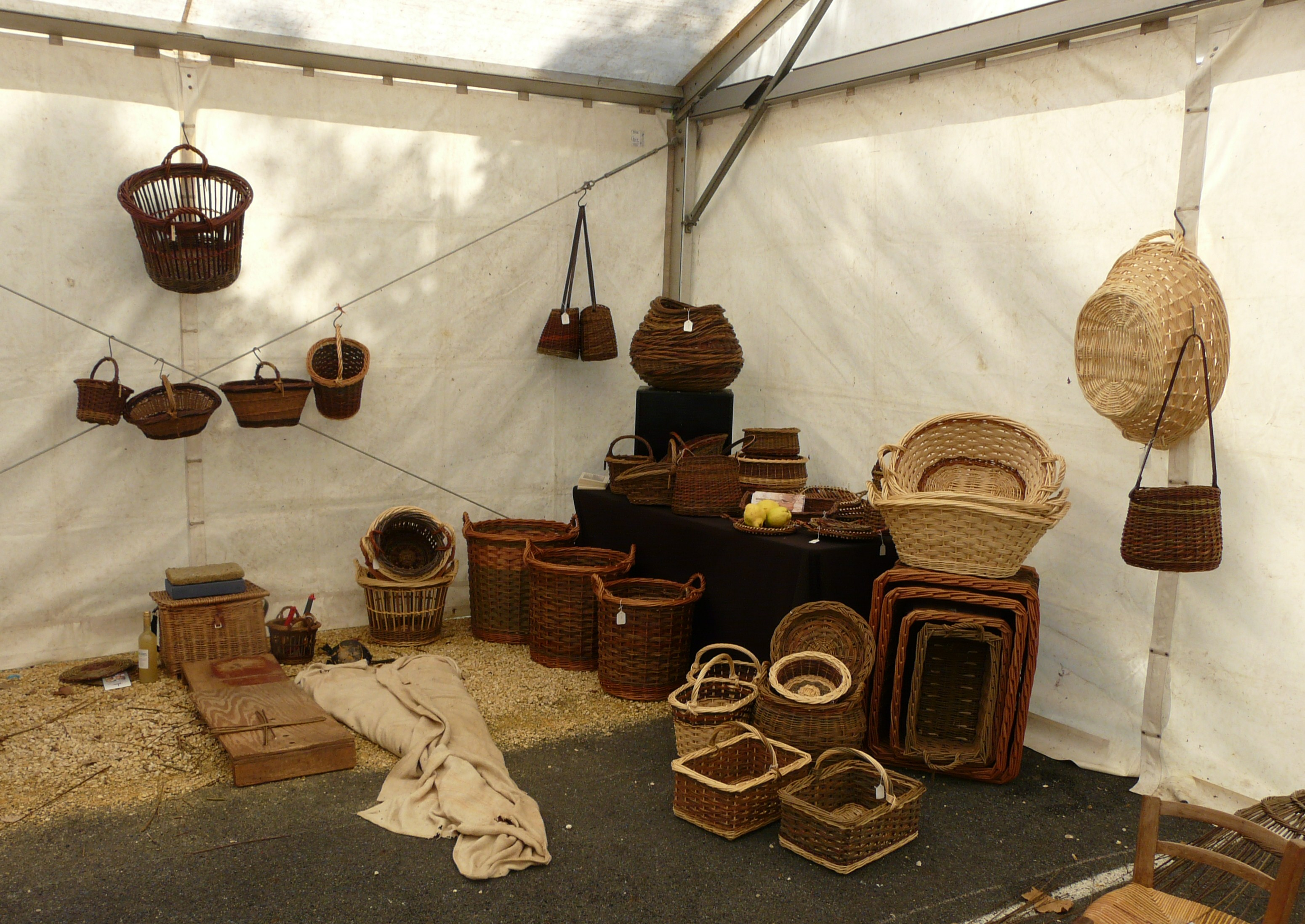
Exposition de paniers lors de la Fête des paniers 2016.

En octobre, « Fête des paniers » (21e édition en 2024).

## Économie

### Emploi
En 2015, parmi la population communale comprise entre 15 et 64 ans, les actifs représentent 113 personnes, soit 39,4 % de la population municipale. Le nombre de chômeurs (21) a augmenté par rapport à 2010 (onze) et le taux de chômage de cette population active s'établit à 18,6 %.

### Établissements
Au 31 décembre 2015, la commune compte trente-quatre établissements, dont quatorze au niveau des commerces, transports ou services, huit dans la construction, six dans l'agriculture, la sylviculture ou la pêche, trois relatifs au secteur administratif, à l'enseignement, à la santé ou à l'action sociale, et trois dans l'industrie.

### Entreprises
Tous secteurs confondus, parmi les entreprises de la Dordogne ayant leur siège social dans le département, les « Établissements Durand » (commerce de gros — commerce interentreprises — alimentaire spécialisé divers), implantés à Sainte-Eulalie-d'Ans, se classent 47e, quant au chiffre d'affaires à l'exportation en 2015-2016 avec 815 k€.

## Culture locale et patrimoine

### Lieux et monuments
- Château de Belsis, XVIIIe siècle
- Église Sainte-Eulalie, d'origine romane
- Pont sur l'Auvézère restauré en 2017

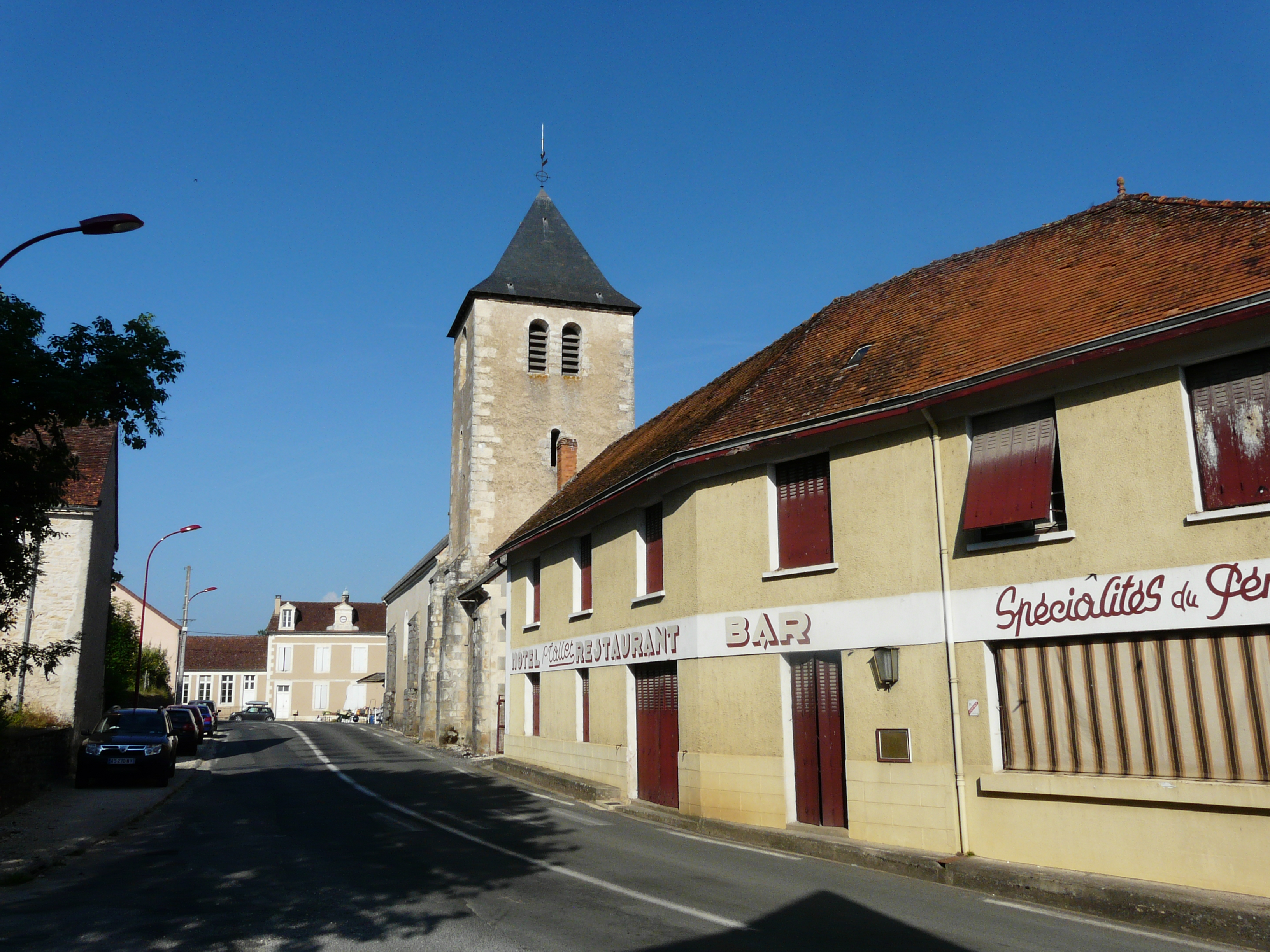
La rue principale du village de Sainte-Eulalie-d'Ans.
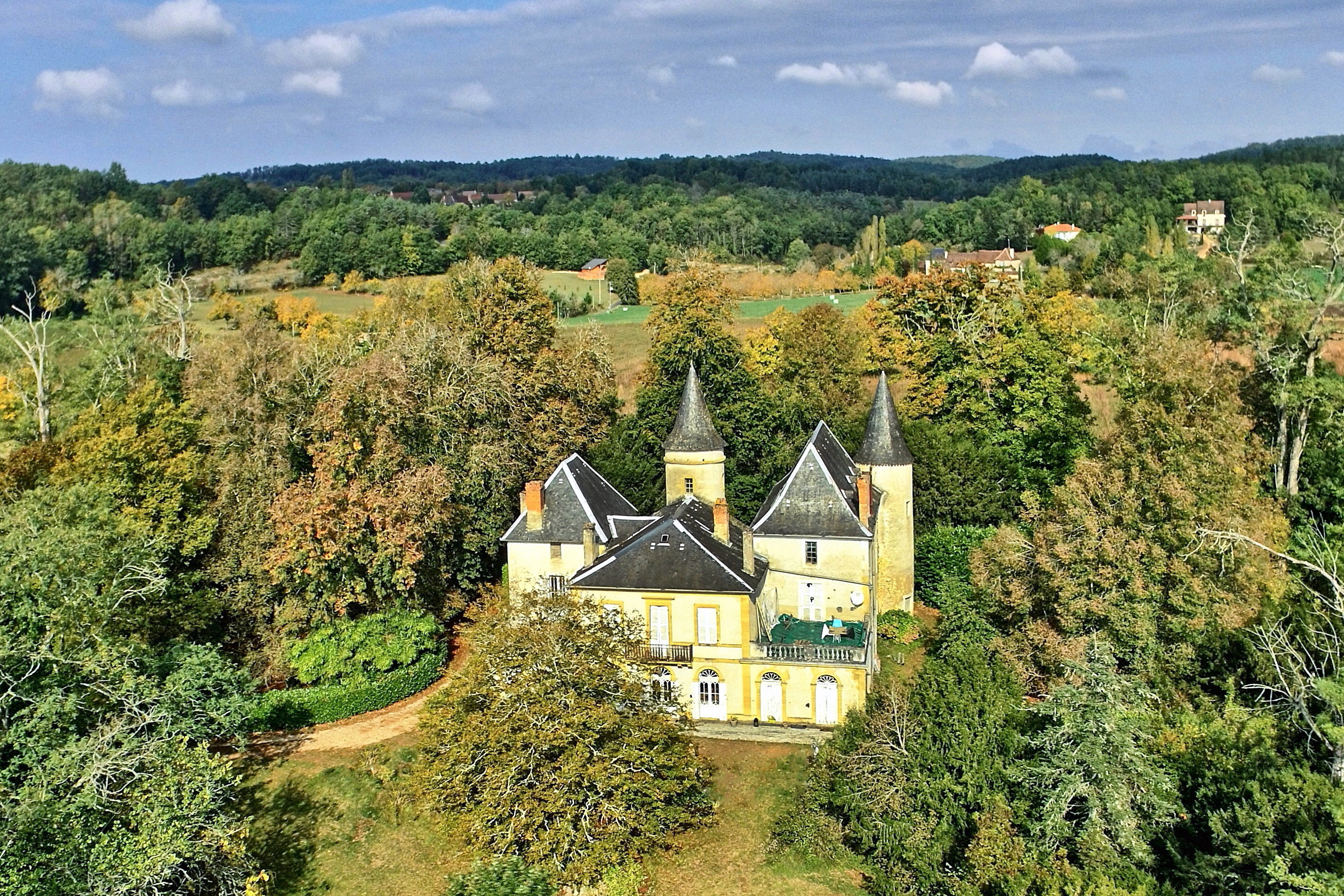
Le château de Belsis.
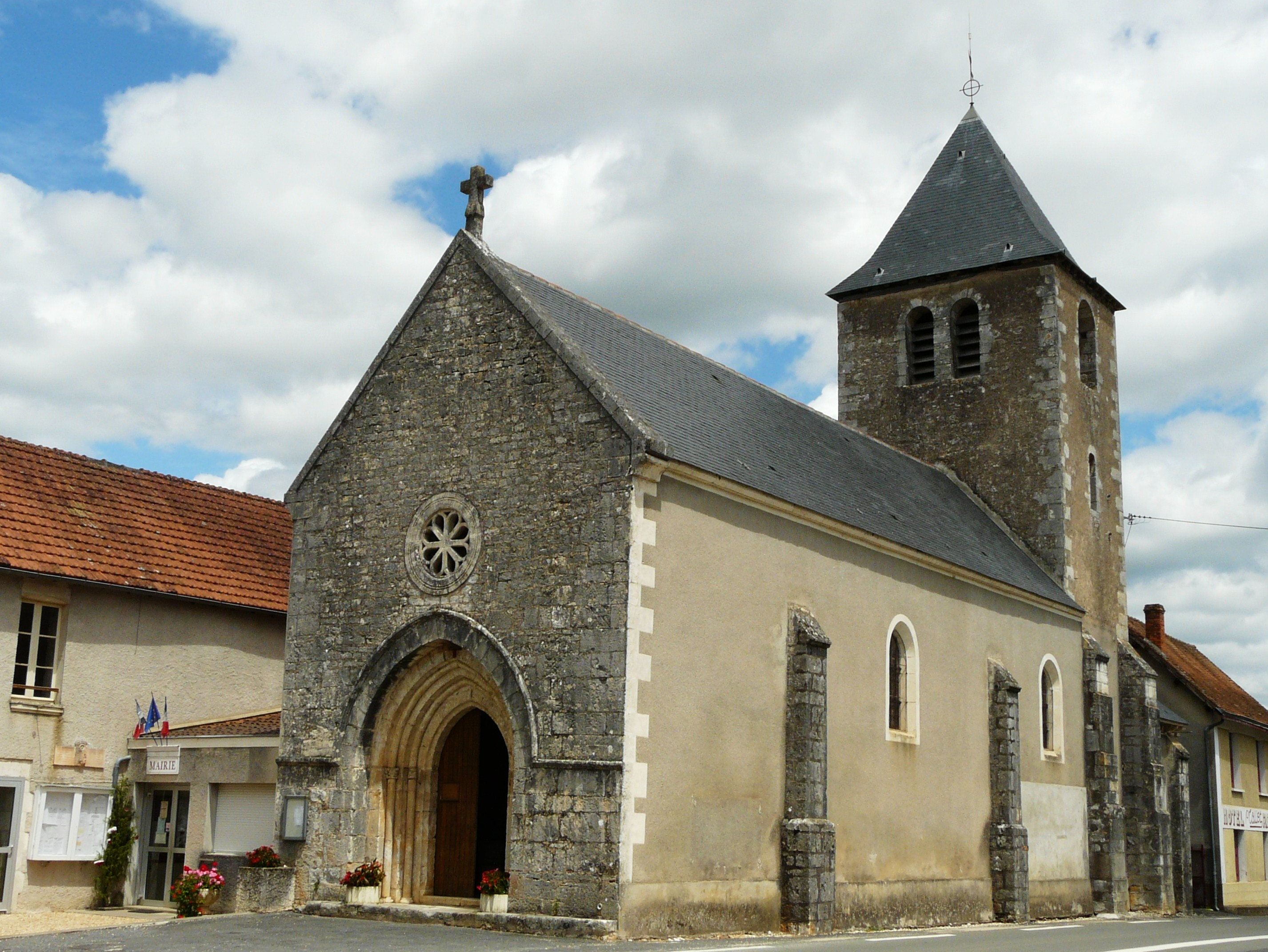
L'église Sainte-Eulalie.
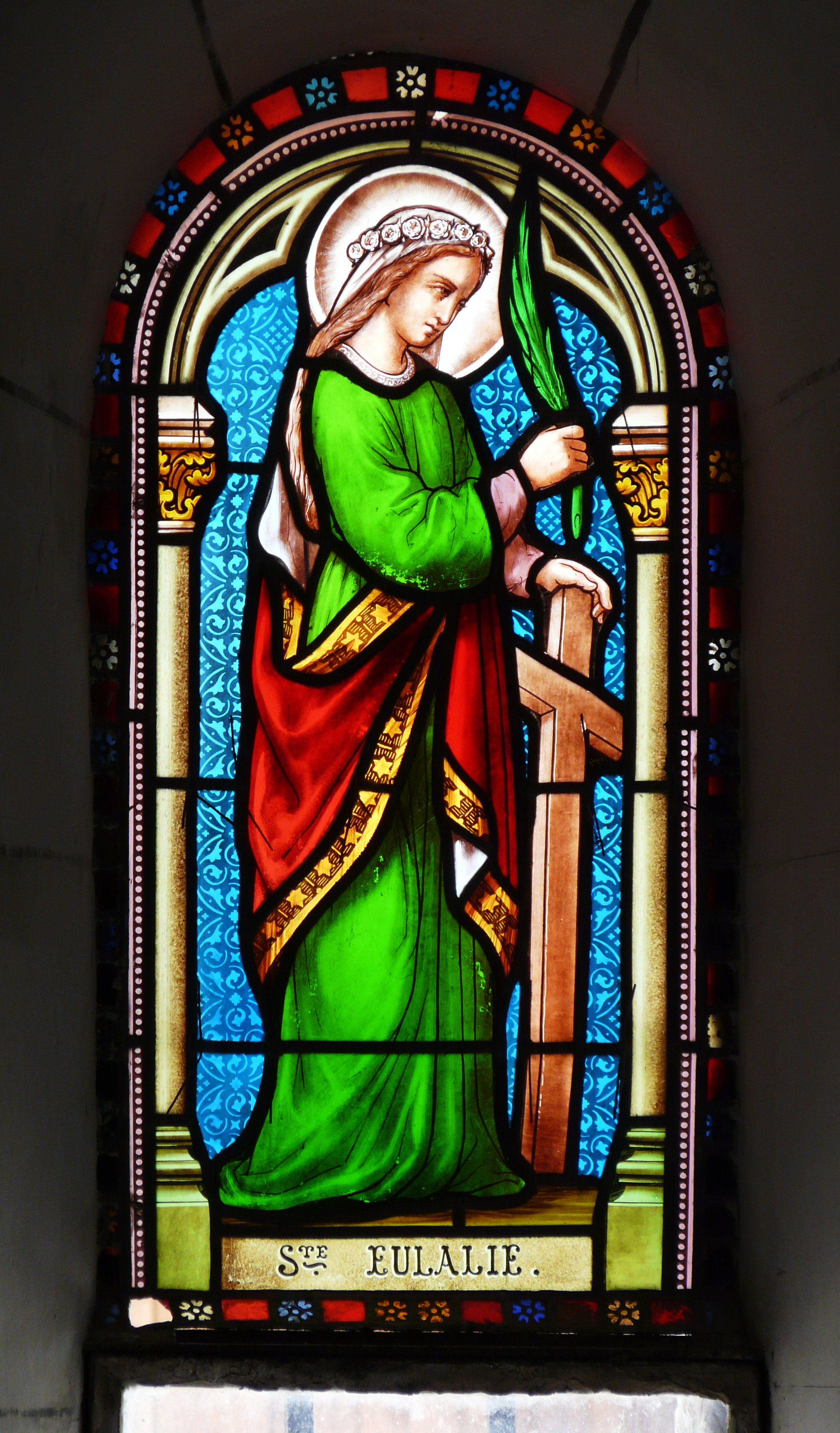
Vitrail représentant sainte Eulalie.
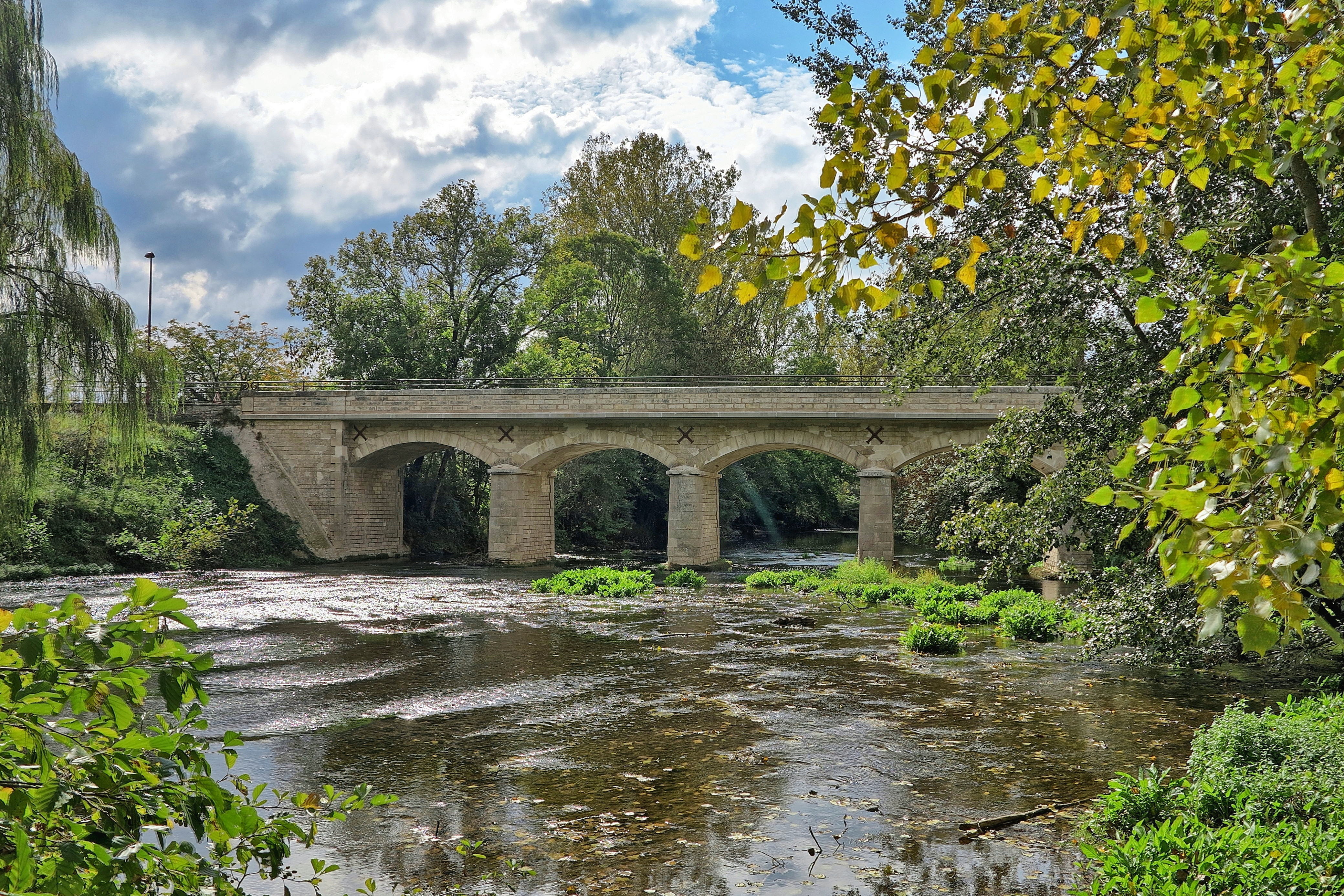
Le pont sur l'Auvézère.
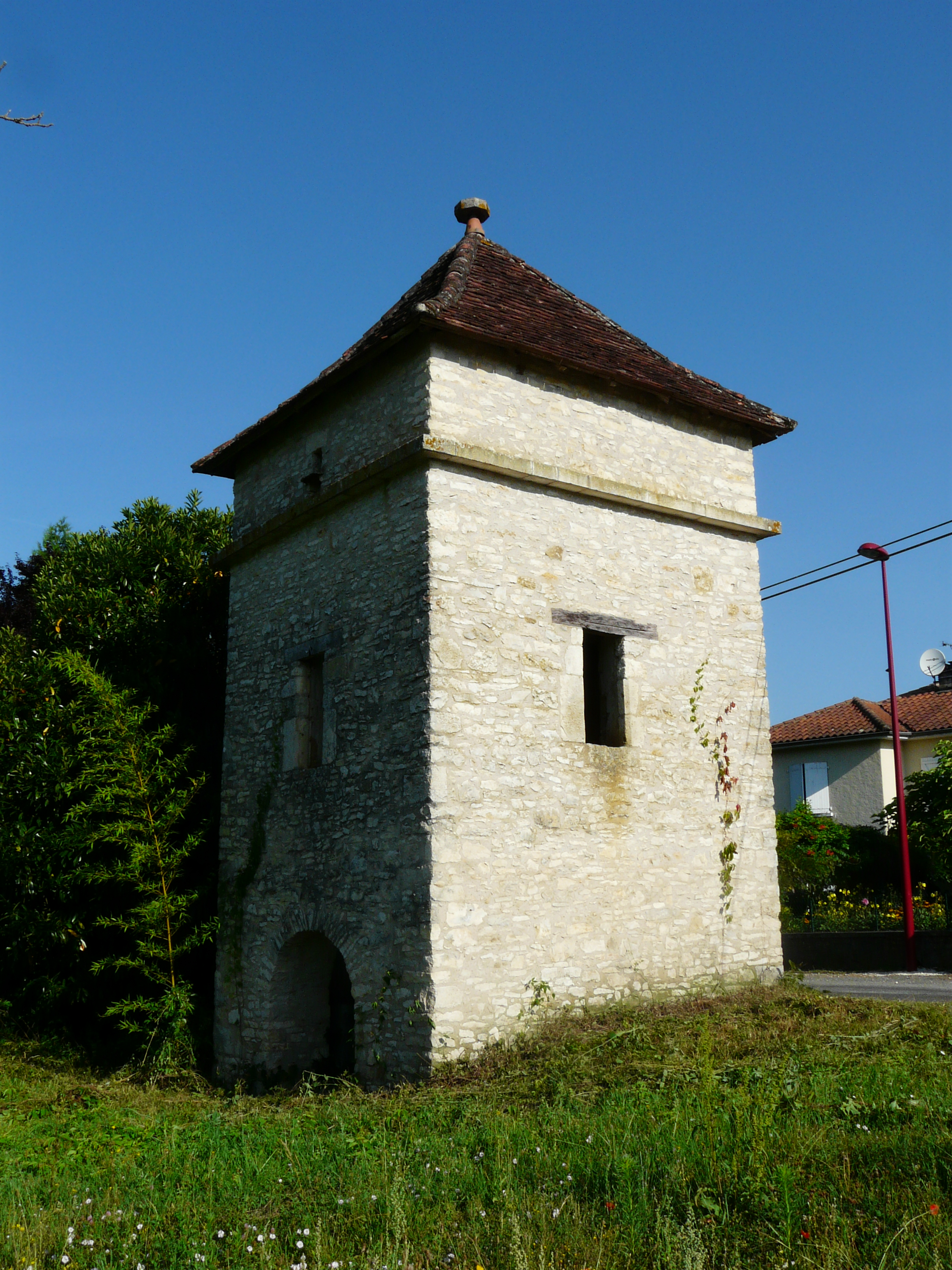
Pigeonnier dans le village.

### Personnalités liées à la commune
- Albert Dreyfus-Sée (1901-1944), agriculteur installé à Sainte-Eullaie-d'Ans en 1940, il entre dans la Résistance. Arrêté le 2 mars 1944, il est fusillé par les Allemands de la division Brehmer le 27 mars suivant au lieu-dit les Potences, à Sainte-Marie-de-Chignac, avec vingt-quatre autres personnes, dont deux ont survécu, en se faisant passer pour mortes[74].